# Ямры, Зофья
Зофья Ямры (пол. Zofia Jamry) — польская актриса театра и кино.

## Биография
Зофья Ямры родилась 27 февраля 1918 года в Моршанске. Дебютировала в театре в 1936. Актриса театров в Варшаве, Сопоте, Познани, Лодзи. Умерла 29 декабря 2006 года в Варшаве. Похоронена на Брудновском кладбище в Варшаве.

## Избранная фильмография
- 1946 — Запрещённые песенки / Zakazane piosenki
- 1953 — Дело, которое надо уладить / Sprawa do załatwienia
- 1954 — Автобус отходит в 6.20 / Autobus odjeżdża 6.20
- 1954 — Валтасаров пир / Uczta Baltazara
- 1954 — Поколение / Pokolenie
- 1961 — Самсон / Samson
- 1963 — Как быть любимой / Jak być kochaną
- 1963 — Дневник пани Ганки / Pamiętnik pani Hanki
- 1966 — Домашняя война / Wojna domowa (только в серии 3)
- 1966 — Самозванец с гитарой / Mocne uderzenie
- 1966 — Брак по расчёту / Małżeństwo z rozsądku
- 1967 — Париж-Варшава без визы / Paryż-Warszawa bez wizy
- 1975 — Доктор Юдым / Doktor Judym
- 1983 — Жаль твоих слёз / Szkoda twoich łez
- 1986 — Предупреждения / Zmiennicy (только в серии 10)
- 1987 — Баллада о Янушике / Ballada o Januszku (только в серии 5)
- 1989 — Моджеевская / Modrzejewska (только в серии 2)